# Унтергахінг
Унтергахінг (нім. Unterhaching) — громада в Німеччині, розташована в землі Баварія. Підпорядковується адміністративному округу Верхня Баварія. Входить до складу району Мюнхен.
Площа — 8,73 км2. Населення становить 25 234 ос. (станом на 31 грудня 2020).